# Fotografie Forum der Städteregion Aachen
Das Fotografie-Forum der StädteRegion Aachen (ehemals Kunst- und Kulturzentrum Monschau (KuK)) ist ein musealer Standort in Monschau mit dem Schwerpunkt Fotografie. Das Haus steht an sechs Öffnungstagen wöchentlich als Ausstellungs- und kultureller Begegnungsort bei freiem Eintritt offen.

## Geschichte
Das Kunst- und Kulturzentrum Monschau wurde 2002 gegründet und befindet sich in der Altstadt von Monschau, nur zwei Gehminuten vom Markt entfernt und direkt gegenüber dem Aukloster. Das um 1870 erbaute Gebäude an der Austraße 9 diente bis Ende des 20. Jahrhunderts unter anderen als Grundschule, Finanzamt und Asylbewerberheim. Das Gebäude wurde im Jahr 2002 dunter Berücksichtigung des Denkmalschutzes saniert und bietet heute kabinettartig aufgeteilte Ausstellungsräume auf drei Etagen. Zunächst diente das KuK als Atelierhaus für Künstler. Zum Konzept gehörte von Anfang an, dass das Haus zum kreativen Austausch zwischen Kunstschaffenden und Kunstinteressierten genutzt werden sollte.
Im Februar 2007 wurde die Einrichtung von der Initiative Deutschland – Land der Ideen unter der Schirmherrschaft des damaligen Bundespräsidenten Horst Köhler für die „innovative Konzeption und lebendige Umsetzung“ ausgezeichnet. Seit 2011 hat sich zunehmend die Fotografie zum Schwerpunkt des Hauses entwickelt, es gibt keine Ateliers mehr, dafür vier bis fünf Fotografie-Ausstellungen pro Jahr und eine eigene fotografische Sammlung, die aus Schenkungen und Ankäufen auf mittlerweile 500 Arbeiten angewachsen ist. Mit der Unterstützung des Ministeriums für Heimat, Kommunales, Bau und Digitalisierung des Landes Nordrhein-Westfalen konnte das KuK seinen musealen Standort für Fotografie in der Region etablieren. Seit 2020 trägt es daher den Namen „Fotografie-Forum der Städteregion Aachen“.

## Ausstellungen

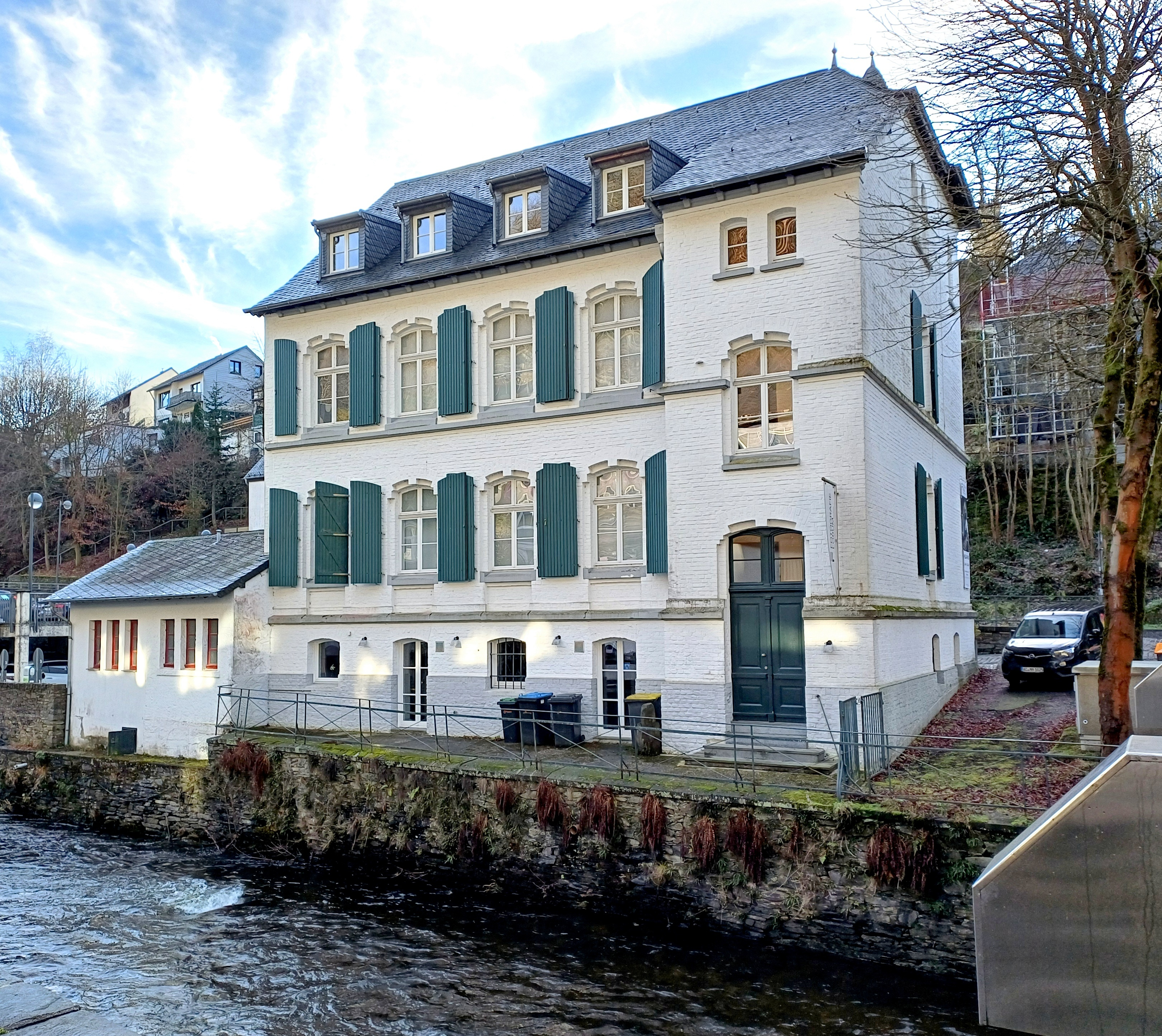
Rurseitige Ansicht

Im Fotografie-Forum werden regelmäßig Arbeiten bedeutender Künstler ausgestellt. Die vier bis fünf jährlich stattfindenden Ausstellungen besuchen laut Veranstalter bis zu 35.000 Menschen. Präsentierte das KuK in seinen Anfangsjahren vor allem regionale Künstler und junge Talente verschiedener Genres bildender Kunst, hat sich im vergangenen Jahrzehnt der Schwerpunkt Fotografie herausgebildet. Hochwertige Fotografie-Ausstellungen mit Arbeiten von internationalen Größen dieses Genres prägen das Programm in der Gegenwart. Viele der Ausstellungen sind deutschlandweit nur im Fotografie-Forum zu sehen oder sogar in ihrer Zusammenstellung exklusiv für das Fotografie-Forum kuratiert.
Zu den Ausstellungen, gehören unter anderem solche mit Werken von Anton Corbijn (2011), Jürgen Klauke (2012 und 2015), Jim Rakete (2012), Dana Gluckstein (2013), Roger Ballen (2014), Elliott Erwitt (2014), Ara Güler (2015), Vivian Maier (2015), Ken Heyman (2016), Berenice Abbott (2016), Will McBride (2016), Sandro Miller / John Malkovich (2017), Richard Kalvar (2017), Jessica Lange (2018), Henri Cartier-Bresson (2018), Max Scheler (2018), Bruce Davidson (2019), Robert Lebeck (2020), Lotte Jacobi und Ruth Jacobi, Jacques-Henri Lartigue, Stefan Moses und Donata Wenders. 2021 wurde zum ersten Mal in der Ausstellung „Allianzen - Collection 20:1“ ein Teil der eigenen Sammlung präsentiert. 2022 wurde an die fast vergessenen Fotografinnen der 1920er Jahre Frieda Riess und Yva erinnert.
Des Weiteren machten auch Ausstellungen von World Press Photo (2014 und 2015) und „Magnum's First“ (2016), die legendäre erste Ausstellung der Agentur Magnum Photos, Station im KuK, ebenso gewährte das Programm Einblicke in Sammlungen wie die von Lola Garrido (2017) und Howard Greenberg (2019). Erstmals wurde auf Initiative des Fotografie-Forums und der Stabsstelle für Kultur der StädteRegion Aachen 2021 ein Fotografie-Festival initiiert, das künftig als Biennale in der Städteregion Aachen stattfinden wird.
Außerdem wird seit 2021 ein Stipendium vergeben, das ein künstlerisches Projekt fördert, dass ein Thema der Region aufgreift. Das Ergebnis wird in einer Ausstellung präsentiert. Die erste Stipendiatin war Donata Wenders, die sich mit dem Tuchmacherhandwerk in Monschau auseinandergesetzt hat. Die Ausstellung war bis zum 19. Dezember 2021 im Fotografie-Forum zu sehen. Das Stipendium wird in Zukunft jährlich vergeben.
Im November 2023 wurde im Fotografie-Forum erstmals ein Kunstpreis für Fotografie verliehen, vergeben vom Förderverein des Fotografie-Forums in Kooperation mit der StädteRegion Aachen. Er ging an Barbara Klemm.